# Dasyurus
Dasyurus é um gênero de marsupiais carnívoros da ordem Dasyuromorphia. São nativos da Oceania (Austrália, Nova Guiné e Tasmânia). Existem seis espécies de quoll, que se distinguem pela distribuição geográfica. Popularmente podem ser chamados de gatos-marsupiais ou quolls.
O Dasyurus é um marsupial carnívoro e um dos predadores de topo de cadeia alimentar do seu ecossistema.
Têm até 76 cm de comprimento e pelagem acinzentada com manchas brancas. São animais de hábitos noturnos e alimentam-se de pequenos animais.

## Espécies
- Dasyurus albopunctatus Schlegel, 1880
- Dasyurus geoffroii Gould, 1841
- Dasyurus hallucatus Gould, 1842
- Dasyurus maculatus (Kerr, 1792)
- Dasyurus spartacus van Dyck, 1987
- Dasyurus viverrinus (Shaw, 1800)